# Kelemér
Kelemér là một thị trấn thuộc hạt Borsod-Abaúj-Zemplén, Hungary. Thị trấn này có diện tích 18,81 km², dân số năm 2010 là 534 người, mật độ 28 người/km².